# Алексеевка (Лермонтовский сельсовет)
Алексеевка — село в Белинском районе Пензенской области России. Входит в состав Лермонтовского сельсовета.

## География
Расположено в 6 км к югу от села Лермонтово, на правом берегу безымянного оврага с прудом .

## Население
| 1896 | 1911 | 1926 | 1930 | 1951 | 1959 | 1979 |
| ---- | ---- | ---- | ---- | ---- | ---- | ---- |
| 261  | ↗314 | ↗407 | ↘384 | ↘124 | ↘100 | ↘52  |
| 1989 | 1996 | 2002 | 2010 |      |      |      |
| ↘9   | ↘6   | ↘5   | ↘3   |      |      |      |

## История
Основана в второй половине 19 в. как выселок деревни Апалиха. Входила в состав Тарханской волости Чембарского уезда. После революции в составе Дерябихинского, после 1950-х Лермонтовского сельсовета. Бригада колхоза Сталинский путь.